# Inge Auerbacher

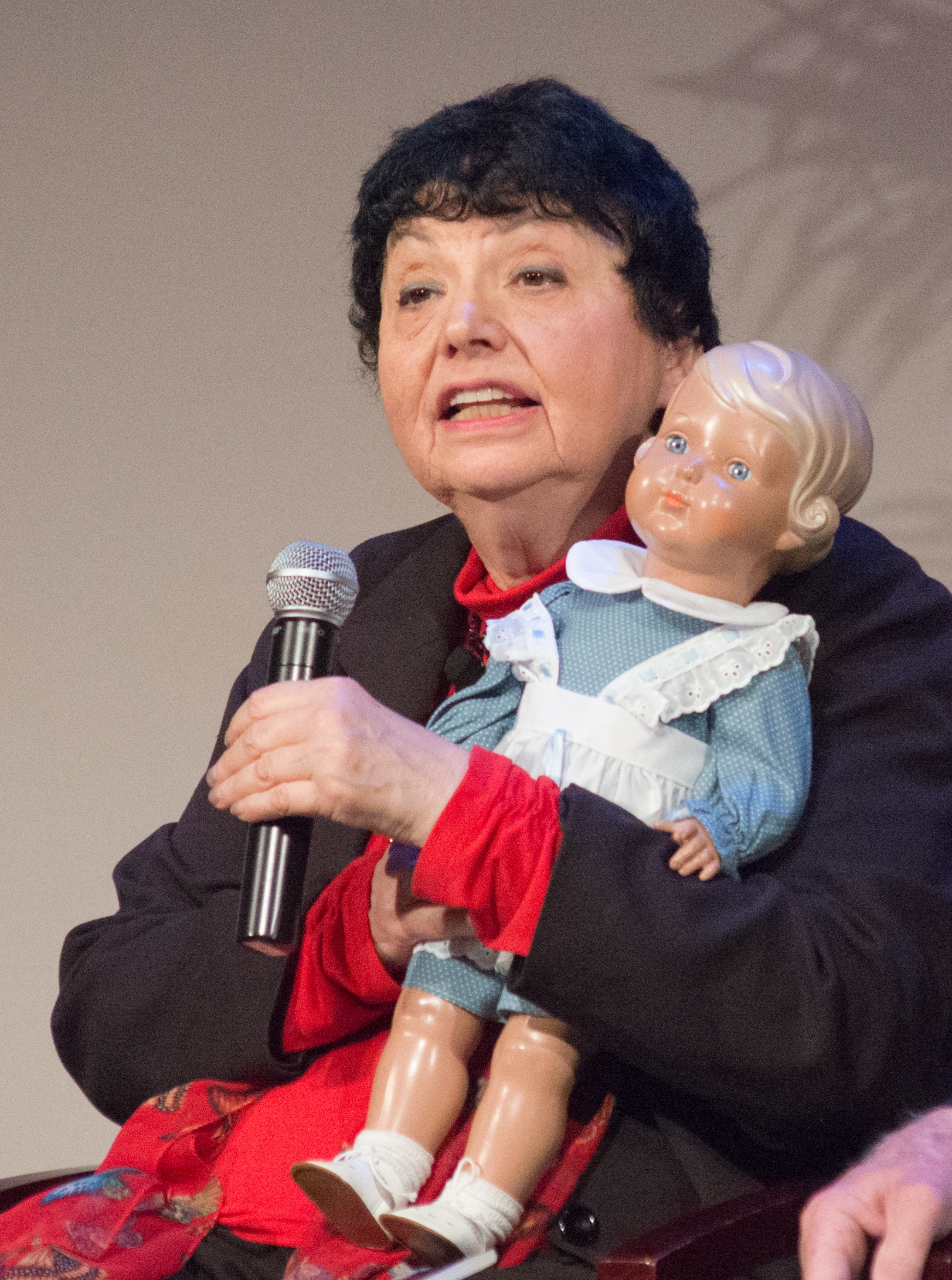
Inge Auerbacher spricht 2013 am Holocaust-Gedenktag in Washington

Inge Auerbacher (* 31. Dezember 1934 in Kippenheim, Ortenau) ist eine US-amerikanische Chemikerin (B.Sc. am Queens College, New York im Juni 1958) deutscher Herkunft. Ihre Erfahrungen als Überlebende des Holocaust verarbeitete sie in mehreren Büchern, die in verschiedene Sprachen übersetzt wurden.

## Leben
Inge Auerbacher, Tochter von Berthold Auerbacher und Regina Auerbacher, geb. Lauchheimer, wuchs als einziges Kind in einer strenggläubigen jüdischen Familie auf und verbrachte ihre Kindheit in Jebenhausen und Göppingen. Ihr Vater war für seine Verdienste im Ersten Weltkrieg mit dem eisernen Kreuz ausgezeichnet worden. Nach eigenen Angaben war sie das letzte jüdische Kind, das in Kippenheim geboren wurde. Als Siebenjährige wurde sie am 22. August 1942 mit ihren Eltern vom Stuttgarter Nordbahnhof in das Ghetto Theresienstadt deportiert. 20 Mitglieder ihrer Familie wurden von den Nationalsozialisten ermordet, darunter die Großmutter von Inge Auerbacher. Nach der Befreiung des Lagers durch die Rote Armee am 8. Mai 1945 kam die Familie zunächst in ein DP-Flüchtlingslager in Stuttgart und kehrte dann für kurze Zeit nach Göppingen zurück. Inge Auerbacher litt gesundheitlich schwer unter den Folgen des von Hunger und Krankheiten geprägten Lageraufenthalts. Sie war vier Jahre lang bettlägerig und musste unter anderem gegen Tuberkulose behandelt werden. Soweit es Inge Auerbacher bekannt ist, war sie das einzige Kind aus Stuttgart, das in diese Stadt zurückkehrte.
Im Mai 1946 wanderte die Familie an Bord eines Truppentransportschiffs in die Vereinigten Staaten aus und ließ sich in New York nieder. 1953 wurde Auerbacher die US-amerikanische Staatsbürgerschaft zuerkannt. Sie arbeitete dort als Chemikerin in der Medizinforschung, aber auch an Kliniken.
Sie kam erstmalig nach ihrer Emigration im Jahr 1966 zurück nach Kippenheim. 1986 veröffentlichte Auerbacher ihre Kindheitserinnerungen in den Vereinigten Staaten, 1990 erschienen sie in deutscher Übersetzung. Als Zeitzeugin ist sie häufiger Gast in Kippenheim.
Am Holocaust-Gedenktag am 27. Januar 2022 sprach sie im Deutschen Bundestag und appellierte an die Menschen in Deutschland, sich dem Antisemitismus entgegenzustellen.

## Auszeichnungen
- Ellis Island Medal of Honor 1999[6]
- Verdienstorden der Bundesrepublik Deutschland
- Verdienstorden des Landes Baden-Württemberg 2013[7]
- Ehrendoktortitel der Long Island Universität (USA)
- Ehrenbürgerin der Stadt Göppingen[8]

## Werke
- Ich bin ein Stern. Weinheim, 1990, 1992. ISBN 3-407-78136-9 (Übersetzt von Mirjam Pressler) – Original I Am a Star: Child of the Holocaust. Puffin Books, 1993, ISBN 0-14-036401-3
- Jenseits des gelben Sterns. Konstanz, 2005. ISBN 3-89649-969-6 (Herausgeber Erhard R. Wiehn. Übersetzt von Irmi Cummings) – Original Beyond the Yellow Star to America. Royal Fireworks Pub, 2003. ISBN 0-88092-252-4.
- Finding Dr. Schatz: The Discovery of Streptomycin and a Life It Saved. Lightning Source. UK Ltd, 2006. ISBN 0-595-37997-4
- Anton Hegele (Hrsg.), Inge Auerbacher: 800 Jahre Jebenhausen: vom ritterschaftlichen Dorf zum Stadtbezirk. Göppingen, 2006. Veröffentlichungen des Stadtarchivs Göppingen, Band 46.